# Puchar Rumunii w piłce siatkowej mężczyzn (2022/2023)
Puchar Rumunii w piłce siatkowej mężczyzn 2022/2023 – rozgrywki o siatkarski Puchar Rumunii zorganizowane przez Rumuński Związek Piłki Siatkowej (Federației Române de Volei, FRVolei). Zainaugurowane zostały 1 października 2022 roku.
W zawodach uczestniczyło 12 drużyn z najwyższej dywizji (Divizia A1). Rozgrywki składały się z 1/8 finału, ćwierćfinałów oraz turnieju finałowego. We wszystkich fazach rywalizacja toczyła się systemem pucharowym, z tym że w 1/8 finału i ćwierćfinałach o awansie decydował dwumecz.
Turniej finałowy odbył się w dniach 18-19 marca 2023 roku w hali sportowej "Dumitru Popescu Colibași" (Sala Sporturilor "Dumitru Popescu Colibași") w Braszowie. W ramach turnieju finałowego rozegrano półfinały i finał.
Po raz pierwszy Puchar Rumunii zdobył klub SCMU Craiova, w finale pokonując CSM Arcada Galați.

## System rozgrywek
Rozgrywki o Puchar Rumunii w sezonie 2022/2023 składały się z 1/8 finału, ćwierćfinałów oraz turnieju finałowego, w ramach którego rozegrano półfinały i finał. We wszystkich rundach rywalizacja toczyła się w systemie pucharowym.
W 1/8 finału uczestniczyły zespoły, które w sezonie 2021/2022 w najwyższej klasie rozgrywkowej (Divizia A1) zajęły miejsca 6-11 oraz dwie drużyny, które awansowały do najwyższej dywizji. Kluby, które sezon 2021/2022 w dywizji A1 zakończyły na miejscach 1-4, udział w rozgrywkach rozpoczynały od ćwierćfinałów.
W 1/8 finału i w ćwierćfinałach drużyny w ramach pary rozgrywały dwumecze. O awansie decydowała kolejno liczba zdobytych punktów, liczba wygranych setów oraz liczba zdobytych małych punktów. Jeżeli powyższe kryteria nie wyłoniły zwycięzcy, rozgrywany był tzw. złoty set grany do 15 punktów z dwoma punktami przewagi jednej z drużyn.

## Drużyny uczestniczące
| Divizia A1 (12 drużyn)      | Divizia A1 (12 drużyn) |
| --------------------------- | ---------------------- |
| CSM Arcada Galați           | finał                  |
| CSM Constanța               | 1/8 finału             |
| Dinamo Bukareszt            | półfinał               |
| SCMU Craiova                | zwycięstwo             |
| Rapid Bukareszt             | 1/8 finału             |
| Steaua Bukareszt            | półfinał               |
| CSU Știința București       | 1/8 finału             |
| Știința Explorări Baia Mare | ćwierćfinał            |
| CSM Suceava                 | 1/8 finału             |
| Unirea Dej                  | ćwierćfinał            |
| Universitatea Cluj          | ćwierćfinał            |
| SCM Zalău                   | ćwierćfinał            |

## Rozgrywki

### 1/8 finału
|  | SCM Zalău | 4 – 4 | Rapid Bukareszt |  |

| 01.10.2022 15:00 (UTC+3) | Rapid Bukareszt | 1:3 (21:25, 22:25, 25:19, 13:25) | SCM Zalău | Sala Polivalentă Rapid, Bukareszt Widzów: 250 Sędziowie: Lucian Năstase i Bogdan Stoica |

| 26.10.2022 17:30 (UTC+3) | SCM Zalău | 1:3 (22:25, 22:25, 25:23, 23:25) | Rapid Bukareszt | Sala Sporturilor "Gheorghe Tadici", Zalău Widzów: 400 Sędziowie: Bogdan Stoica i Cristian Serei |

|  | SCM Zalău | małe punkty: 186:179 | Rapid Bukareszt |  |

|  | Universitatea Cluj | 6 – 0 | CSM Suceava |  |

| 01.10.2022 13:00 (UTC+3) | CSM Suceava | 0:3 (12:25, 20:25, 18:25) | Universitatea Cluj | Sala de Sport "Dumitru Bernicu", Suczawa Widzów: 300 Sędziowie: Octavian Diaconiță i Cristian Ouatu |

| 26.10.2022 18:00 (UTC+3) | Universitatea Cluj | 3:0 (25:22, 28:26, 25:21) | CSM Suceava | Sala Sporturilor "Horia Demian", Kluż-Napoka Widzów: 200 Sędziowie: Sebastian-Ovidiu Borota i Dan Hadade |

|  | Unirea Dej | 6 – 1 | CSU Știința București |  |

| 01.10.2022 14:00 (UTC+3) | CSU Știința București | 1:3 (25:22, 20:25, 21:25, 24:26) | Unirea Dej | Arena Romsilva Știința București, Bukareszt Widzów: 50 Sędziowie: George Grădinaru i Cristian Botezatu |

| 26.10.2022 17:00 (UTC+3) | Unirea Dej | 3:0 (25:15, 25:21, 25:21) | CSU Știința București | Sala Sporturilor, Dej Widzów: 200 Sędziowie: Cristian Boroeanu i Răzvan Luputan |

|  | CSM Constanța | 4 – 5 | Știința Explorări Baia Mare |  |

| 27.11.2022 12:00 (UTC+2) | Știința Explorări Baia Mare | 3:1 (25:22, 16:25, 25:17, 25:21) | CSM Constanța | Sala Sporturilor "Lascăr Pană", Baia Mare Widzów: 100 Sędziowie: Andrei Savu i Cristian Șanta |

| 04.12.2022 12:00 (UTC+2) | CSM Constanța | 3:2 (25:21, 20:25, 16:25, 25:23, 15:8) | Știința Explorări Baia Mare | Sala Sporturilor, Konstanca Widzów: 200 Sędziowie: Robert Toader i Eduard Popescu |

### Ćwierćfinały
|  | CSM Arcada Galați | 6 – 0 | Universitatea Cluj |  |

| 18.12.2022 17:00 (UTC+2) | Universitatea Cluj | 0:3 (7:25, 14:25, 10:25) | CSM Arcada Galați | Sala Sporturilor "Dunărea", Gałacz Widzów: 350 Sędziowie: Octavian Diaconiță i Cristian Ouatu |

| 19.12.2022 13:00 (UTC+2) | CSM Arcada Galați | 3:0 (25:14, 25:10, 25:16) | Universitatea Cluj | Sala Sporturilor "Dunărea", Gałacz Widzów: 30 Sędziowie: Cristian Ouatu i Octavian Diaconiță |

|  | Dinamo Bukareszt | 6 – 2 | SCM Zalău |  |

| 21.12.2022 17:30 (UTC+2) | Dinamo Bukareszt | 3:0 (25:23, 25:22, 26:24) | SCM Zalău | Sala Polivalentă Dinamo, Bukareszt Widzów: 100 Sędziowie: Bogdan Stoica i Mihai Coman |

| 15.02.2023 18:00 (UTC+2) | SCM Zalău | 2:3 (15:25, 28:26, 25:23, 21:25, 12:15) | Dinamo Bukareszt | Sala Sporturilor "Gheorghe Tadici", Zalău Widzów: 800 Sędziowie: Cristian Serei i Sebastian-Ovidiu Borota |

|  | SCMU Craiova | 6 – 1 | Unirea Dej |  |

| 21.12.2022 18:00 (UTC+2) | SCMU Craiova | 3:1 (19:25, 25:15, 25:20, 25:19) | Unirea Dej | Sala Polivalentă, Krajowa Widzów: 50 Sędziowie: Florin Dragomir i Robert Toader |

| 22.12.2022 17:00 (UTC+2) | Unirea Dej | 0:3 (14:25, 14:25, 18:25) | SCMU Craiova | Sala Polivalentă, Krajowa Widzów: 50 Sędziowie: Robert Toader i Florin Dragomir |

|  | Steaua Bukareszt | 6 – 2 | Știința Explorări Baia Mare |  |

| 21.12.2022 17:00 (UTC+2) | Știința Explorări Baia Mare | 0:3 (22:25, 23:25, 20:25) | Steaua Bukareszt | Sala Sporturilor "Lascăr Pană", Baia Mare Widzów: 111 Sędziowie: Alin Mateizer i Cristian Botezatu |

| 28.12.2022 17:00 (UTC+2) | Steaua Bukareszt | 3:2 (23:25, 25:15, 25:20, 21:25, 15:12) | Știința Explorări Baia Mare | Sala "Mihai Viteazul", Bukareszt Widzów: 200 Sędziowie: Alexandru Bolintiș i Lucian Năstase |

### Turniej finałowy

#### Półfinały
| 18.03.2023 16:00 (UTC+2) | SCMU Craiova | 3:2 (25:22, 20:25, 25:22, 23:25, 17:15) | Steaua Bukareszt | Sala Sporturilor "Dumitru Popescu Colibași", Braszów Widzów: 400 Sędziowie: Benone Vișan i Bogdan Stoica |

| 18.03.2023 19:00 (UTC+2) | CSM Arcada Galați | 3:2 (25:18, 21:25, 25:20, 18:25, 15:10) | Dinamo Bukareszt | Sala Sporturilor "Dumitru Popescu Colibași", Braszów Widzów: 500 Sędziowie: Paul Szabo-Alexi i Valentin Besoi |

#### Finał
| 19.03.2023 17:00 (UTC+2) | SCMU Craiova | 3:1 (17:25, 25:23, 25:18, 28:26) | CSM Arcada Galați | Sala Sporturilor "Dumitru Popescu Colibași", Braszów Widzów: 1000 Sędziowie: Bogdan Stoica i Paul Szabo-Alexi |